# Station Geulle
Station Geulle is een voormalig station aan de spoorlijn: Maastricht-Venlo (Staatslijn E). Het station werd geopend in het jaar 1895. Op 15 mei 1938 werd het station gesloten. Tussen 1 juli en 17 september 1945 was het station nog tijdelijk geopend, daarna volgde de definitieve sluiting.
Het stationsgebouw werd gebouwd in 1892 en in 1944 gesloopt.
Beek-Elsloo ·
Blerick · 
Bunde · 
Chevremont · 
Echt ·
Eijsden ·
Eygelshoven ·
-Markt · 
Geleen:
-Lutterade · 
-Oost · 
Heerlen ·
-Woonboulevard ·
Hoensbroek · 
Horst-Sevenum · 
Houthem-Sint Gerlach · 
Kerkrade Centrum ·
Klimmen-Ransdaal · 
Landgraaf · 
Maastricht ·
-Noord · 
-Randwyck · 
Meerssen ·
Mook-Molenhoek ·
Nuth · 
Reuver · 
Roermond ·
Schin op Geul · 
Schinnen · 
Sittard · 
Spaubeek · 
Susteren · 
Swalmen · 
Tegelen · 
Valkenburg · 
Venlo · 
Venray ·
Voerendaal · 
Weert
Voormalige stations: zie de lijst van voormalige spoorwegstations in Limburg (Nederland)